# فيروس العوز المناعي البشري/الإيدز في الولايات المتحدة
وجد وباء الإيدز، الناجم عن فيروس العوز المناعي البشري، طريقه إلى الولايات المتحدة في بداية عام 1960، لكنه لوحظ لأول مرة بعد أن اكتشف الأطباء عدة إصابات بورم ساركوما كابوزي وذات الرئة بالمتكيسة الجؤجؤية بين الرجال المثليين في لوس أنجلوس ومدينة نيويورك وسان فرانسيسكو في عام 1981. يُعالج فيروس العوز المناعي البشري/الإيدز بشكل أساسي عن طريق «مزيج من الأدوية» المضادة للفيروسات القهقرية، وبرامج التثقيف للمساعدة على تجنب العدوى.
في البداية، اُرجع السكان الأجانب المصابون عند وصولهم حدود الولايات المتحدة للمساعدة في منع حدوث إصابات إضافية. انخفض عدد الوفيات الناتجة عن الإيدز في الولايات المتحدة انخفاضًا حادًا منذ السنوات الأولى لظهور المرض محليًا. في الولايات المتحدة عام 2016، كان 1.1 مليون شخص فوق سن 13 عامًا مصابين بعدوى فيروس العوز المناعي البشري، و14% منهم لم يكونوا على علم بإصابتهم. ما زال الرجال المثليون ومزدوجو التوجه الجنسي والأمريكيون الأفارقة واللاتينيون يتأثرون بشكل غير متناسب بفيروس العوز المناعي البشري/الإيدز في الولايات المتحدة.

## الوفيات والإمراضية
اعتبارًا من عام 2018، توفي نحو 700,000 شخص بفيروس العوز المناعي البشري/الإيدز في الولايات المتحدة منذ بداية الوباء، ويموت نحو 13,000 مريض مصاب بالإيدز في الولايات المتحدة كل عام.
انخفضت معدلات الوفيات بشكل ملحوظ بفضل تطور الأدوية العلاجية والوقائية تجاه العدوى الانتهازية.
انخفض معدل الوفيات الإجمالي بين المرضى المشخصين بفيروس العوز المناعي البشري/الإيدز في مدينة نيويورك بنسبة 62% من عام 2001 حتى عام 2012.

## الاحتواء
بعد تفشي فيروس العوز المناعي البشري/الإيدز في ثمانينيات القرن العشرين، ظهرت استجابات مختلفة في محاولة للتخفيف من حدة المشكلة. شملت العلاجات الطبية الجديدة وقيود السفر وسياسات الصحة العامة الجديدة في الولايات المتحدة.

### العلاج الطبي
أحرز تقدم كبير في الولايات المتحدة بعد إدخال علاجات ثلاثية من الأدوية المضادة لفيروس العوز المناعي البشري («مزائج») التي تضمنت الأدوية المضادة للفيروسات القهقرية. كُرّم ديفيد هو، أحد رواد هذا النهج، باعتباره رجل العام لمجلة تايم في عام 1996. انخفض عدد الوفيات بأكثر من النصف، مع انخفاض طفيف ولكن محبذ في المعدل السنوي للإصابات الجديدة بفيروس العوز المناعي البشري. منذ هذا الوقت، استمرت الوفيات الناتجة عن الإيدز في الانخفاض، لكن بشكل أبطأ بكثير، ولم يشمل الأمريكيين ذوي البشرة السوداء كما شمل شرائح السكان الأخرى.

### قيود السفر
في عام 1987، أدرجت وزارة الصحة والخدمات الإنسانية الأمريكية فيروس العوز المناعي البشري ضمن قائمتها «للأمراض السارية الخطرة على الصحة العامة»، مانعةً بذلك الهجرة والزيارات الخارجية القصيرة لأي شخص أثبتت إصابته بالفيروس. في عام 1993، أقر الكونغرس الأمريكي قانون تنشيط المعاهد الوطنية للصحة لعام 1993، وألغى صلاحية وزارة الصحة والخدمات الإنسانية بفرض اعتبار فيروس العوز المناعي البشري «خطر على الصحة العامة»، والتصريح بأنه سبب لحرمان المهاجرين والزوار الأجانب من دخول الولايات المتحدة. كان يُطلب من أي شخص يسعى للحصول على الجنسية الأمريكية أثناء فترة حظر فيروس العوز المناعي البشري الخضوع لفحص طبي أثناء عملية التصديق -وكانت نتيجة الفحص الإيجابية تحرم مقدم الطلب بشكل دائم من دخول البلاد. امتد القانون ليشمل الأدوية، إذ يمكن القبض على مسافرين أجانب لوجود أدوية مضادة للفيروسات القهقرية في حقائبهم. من الأمثلة الشهيرة في عام 1989، عندما اعتقل مسافر هولندي قادم إلى مينيسوتا «لعدة أيام» لأنه كان يحمل دواء زيدوفودين في حقائبه.
خلال مطلع القرن الحادي والعشرين، كان على المصابين بفيروس العوز المناعي البشري والذين يسعون للحصول على تأشيرات مؤقتة أو قضاء إجازة في الولايات المتحدة تجنب الكشف عن إصابتهم في استمارات الطلب، والتخطيط لإرسال أدويتهم إلى الولايات المتحدة أو التوقف عن تناولها تمامًا. في النهاية، بدأت الولايات المتحدة في تقديم إعفاءات دخول مؤقتة للمصابين بفيروس العوز المناعي البشري. في مذكرة مشتركة بين المكاتب في عام 2004، أُقر أنه يمكن للمواطنين الأجانب المصابين بفيروس العوز المناعي البشري التأهل للحصول على إعفاء لأسباب إنسانية أو تتعلق بالمصلحة العامة، أو بسبب أنهم «سيحضرون بعض الأحداث الدولية المعينة التي تقام في الولايات المتحدة».
في أوائل ديسمبر عام 2006، أشار الرئيس جورج دبليو. بوش إلى أنه سيصدر أمرًا تنفيذيًا يسمح للمصابين بفيروس العوز المناعي البشري بدخول الولايات المتحدة بتأشيرات عادية. ولم يتضح ما إذا كان سيتعين على المتقدمين الإعلان عما إذا كانوا مصابين بفيروس العوز المناعي البشري. رغم ذلك، بقي الحظر سارٍ طوال فترة رئاسة بوش.
في أغسطس عام 2007، طرحت عضو الكونغرس باربرا لي من كاليفورنيا قانون HR 3337، الذي ينص على منع التمييز ضد مرضى فيروس العوز المناعي البشري في السفر والهجرة لعام 2007. سمح هذا القانون للمسافرين والمهاجرين بالدخول إلى الولايات المتحدة دون الحاجة إلى الكشف عن إصابتهم بفيروس العوز المناعي البشري أو نفيها. انتهى القانون مع نهاية الدورة ال110 للكونغرس.
في يوليو عام 2008، وقع الرئيس جورج دبليو. بوش على قانون HR 5501 الذي أزال الحظر في القانون التشريعي. رغم ذلك، استمرت وزارة الصحة والخدمات الإنسانية الأمريكية بفرض الحظر في القانون الإداري. ازدادت دوافع إلغاء الجهود عندما رُفض إعطاء بول ثورن، أخصائي السل في المملكة المتحدة والذي دعي للتحدث في قمة المحيط الهادئ للصحة لعام 2009 في سياتل، تأشيرة السفر بسبب إصابته بفيروس العوز المناعي البشري. حصل عضو الكونغرس جيم ماكديرموت على خطاب كتبه السيد ثورن، وقُرِئ نيابةً عنه في القمة، ورفع القضية لوزير الصحة في إدارة أوباما.
في 30 أكتوبر عام 2009، أعاد الرئيس باراك أوباما تفويض قانون راين وايت الخاص بفيروس العوز المناعي البشري/الإيدز الذي وسع نطاق الرعاية والعلاج من خلال التمويل الفيدرالي بنحو نصف مليون. وضعت وزارة الصحة والخدمات الإنسانية لائحة لإنهاء حظر السفر والهجرة الخاص بفيروس العوز المناعي البشري، والتي دخلت حيز التنفيذ في يناير عام 2010. في 4 يناير عام 2010، أزالت وزارة الصحة والخدمات الإنسانية الأمريكية ومراكز السيطرة على الأمراض والوقاية منها عدوى فيروس العوز المناعي البشري من قائمة «الأمراض السارية الخطرة على الصحة العامة»، نظرًا لعدم انتقاله عن طريق الاتصال العرضي أو الهواء أو الطعام أو الماء، وأزالت فيروس العوز المناعي البشري من العوامل التي يجب مراعاتها عند منح تأشيرات السفر، وأوقفت اعتبار فيروس العوز المناعي البشري من بين الأمراض التي يمكن أن تمنع المواطنين غير الأمريكيين من دخول البلاد.